# Arroyo Santa Rosa
El arroyo Santa Rosa  es un pequeño curso de agua uruguayo, ubicado en el departamento de Artigas, perteneciente a la cuenca hidrográfica del río Uruguay. Nace en la cuchilla de Santa Rosa, recorriendo las localidades de Bella Unión y de Coronado. y desemboca en el río Uruguay.